# Маринц, Андрей
Андрей Маринц (словен. Andrej Marints; род. 4 октября 1930, Целье, Королевство Югославия) — югославский и словенский политический и общественный деятель, председатель Исполнительного Веча Социалистической Республики Словения (1972—1978).

## Биография
Андрей Маринц родился 4 октября 1930 года в городе Целье. Окончил агрономический факультет в Любляне. Стал членом Коммунистической партии Югославии в 1947 году.
С 1960 года в течение многих лет он был общественно-политическим работником и выполнял множество функций.